# Florar (instrument de desen)
Florarul este un instrument confecționat din lemn, tablă sau material plastic, care prezintă curbe variate, folosit pentru trasarea liniilor curbe în desenul tehnic, existând într-o gamă variată de dimensiuni și modele.
|  |  |  |